# Waterhoen
Het waterhoen (Gallinula chloropus) is een vogel uit de familie van de rallen (Rallidae).

## Kenmerken
Waterhoentjes zijn donker van kleur met een rode snavel en een rood blesje op het voorhoofd. De punt van de snavel is geel van kleur. Op de flanken hebben ze witte strepen. In tegenstelling tot meerkoeten beschikken ze niet over zwemvliespoten. Met hun lange, groenachtige tenen foerageren ze dan ook regelmatig op de oever. Mannetjes en vrouwtjes zien er ongeveer hetzelfde uit en verschillen alleen in lengte en gewicht. De lichaamslengte bedraagt 32 tot 35 cm en het gewicht 175 tot 500 gram.

### Voedsel
Het waterhoen voedt zich met waterplanten, grassen, insecten en kikkervisjes. Maar ook is het dier niet schuw van een visje. Met zijn puntige snavel prikt hij het visje aan stukken, eet er zelf van en deelt het met zijn kuikens.
Het komt ook voor dat al wat oudere kuikens uit een eerste broed voedsel delen met kuikens uit een tweede broed.

## Voortplanting
Waterhoentjes maken meestal hun nesten tussen het riet, of andere dichte oevervegetatie, maar soms ook hogerop in struiken of bomen die over het water hangen. Ze bouwen als het ware een platform van dood plantenmateriaal. De nesten worden vrijwel altijd in de buurt van water gebouwd. Het legsel bestaat meestal uit vijf tot elf lichtgrijze tot geelbruine eieren met bruine vlekjes. Het vrouwtje broedt twee tot drie keer per jaar.

## Baltsen
Waterhoenders hebben een uitgebreid baltsritueel zoals pronken met staartveren, buigen en pikken.

## Verspreiding en ondersoorten
In het grootste deel van Europa komen waterhoentjes het hele jaar door voor. Zo ook in Nederland en België. In Europees Rusland zijn de dieren alleen in de zomer aan te treffen. In het uiterste noorden komen de dieren helemaal niet voor. De vogel leeft in rietmoerassen en op oevers.
De soort telt vijf ondersoorten:
- G. c. chloropus: Europa en noordelijk Afrika tot Japan en Zuidoost-Azië.
- G. c. meridionalis: Afrika bezuiden de Sahara en Sint-Helena.
- G. c. pyrrhorrhoa: Madagaskar, Réunion, Mauritius en de Comoren.
- G. c. orientalis: de Seychellen, Andamanen, Malakka, Indonesië en Filipijnen.
- G. c. guami: de noordelijke Marianen en Guam.

## Status
De grootte van de populatie is in 2014 geschat op 2,9-6,2 miljoen individuen. Op de Rode lijst van de IUCN heeft deze soort de status niet bedreigd.

## Afbeeldingen

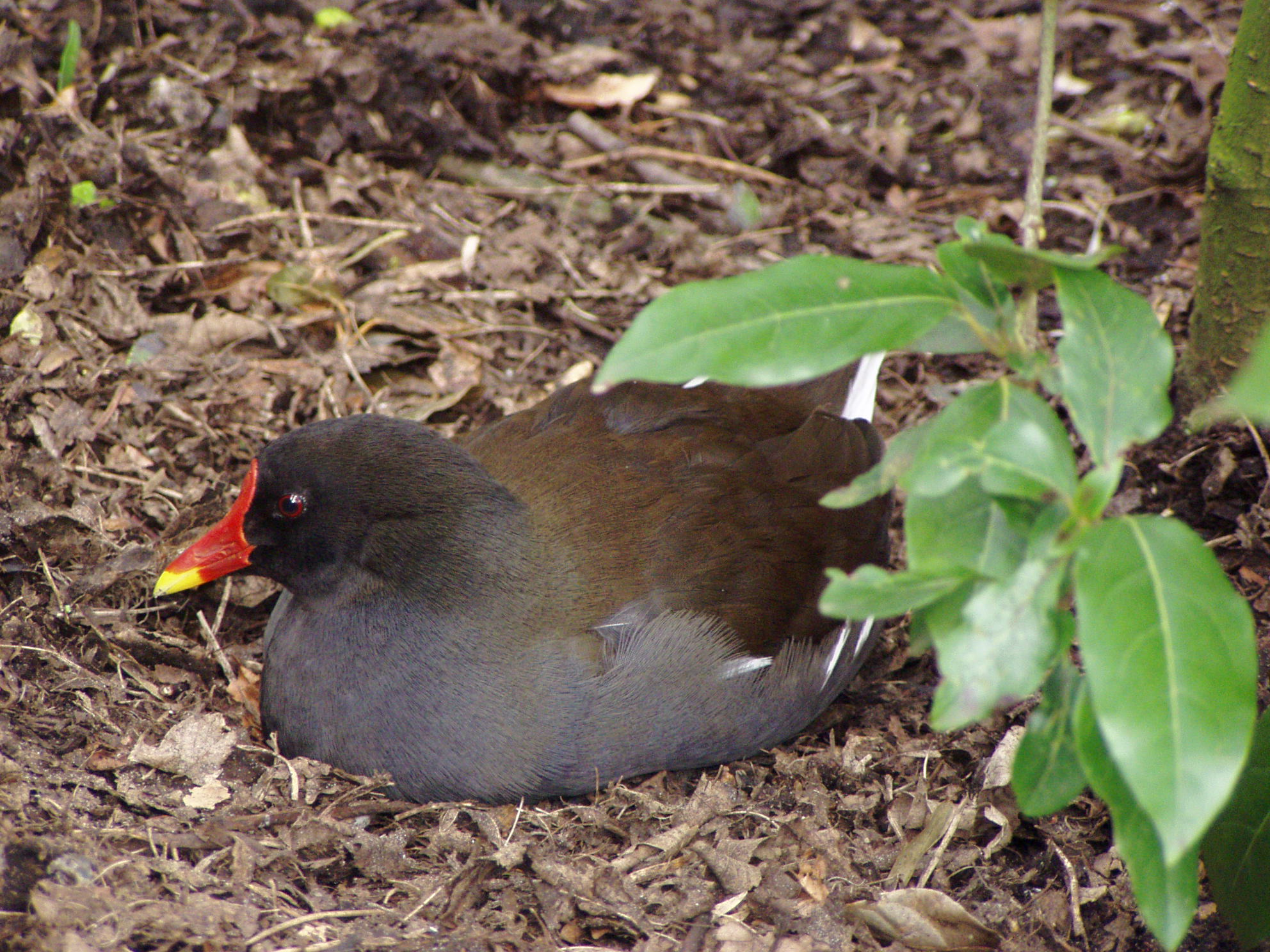
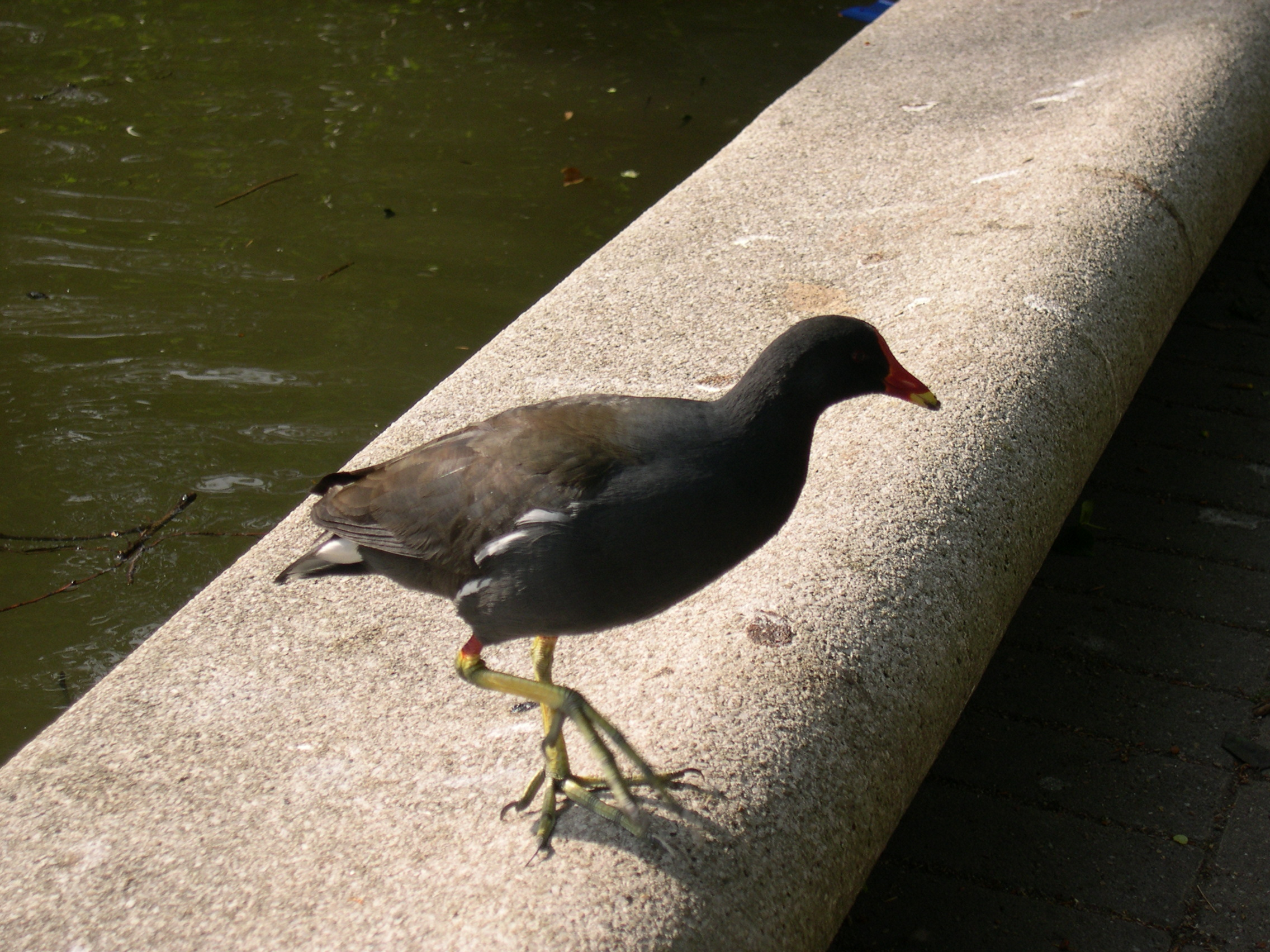
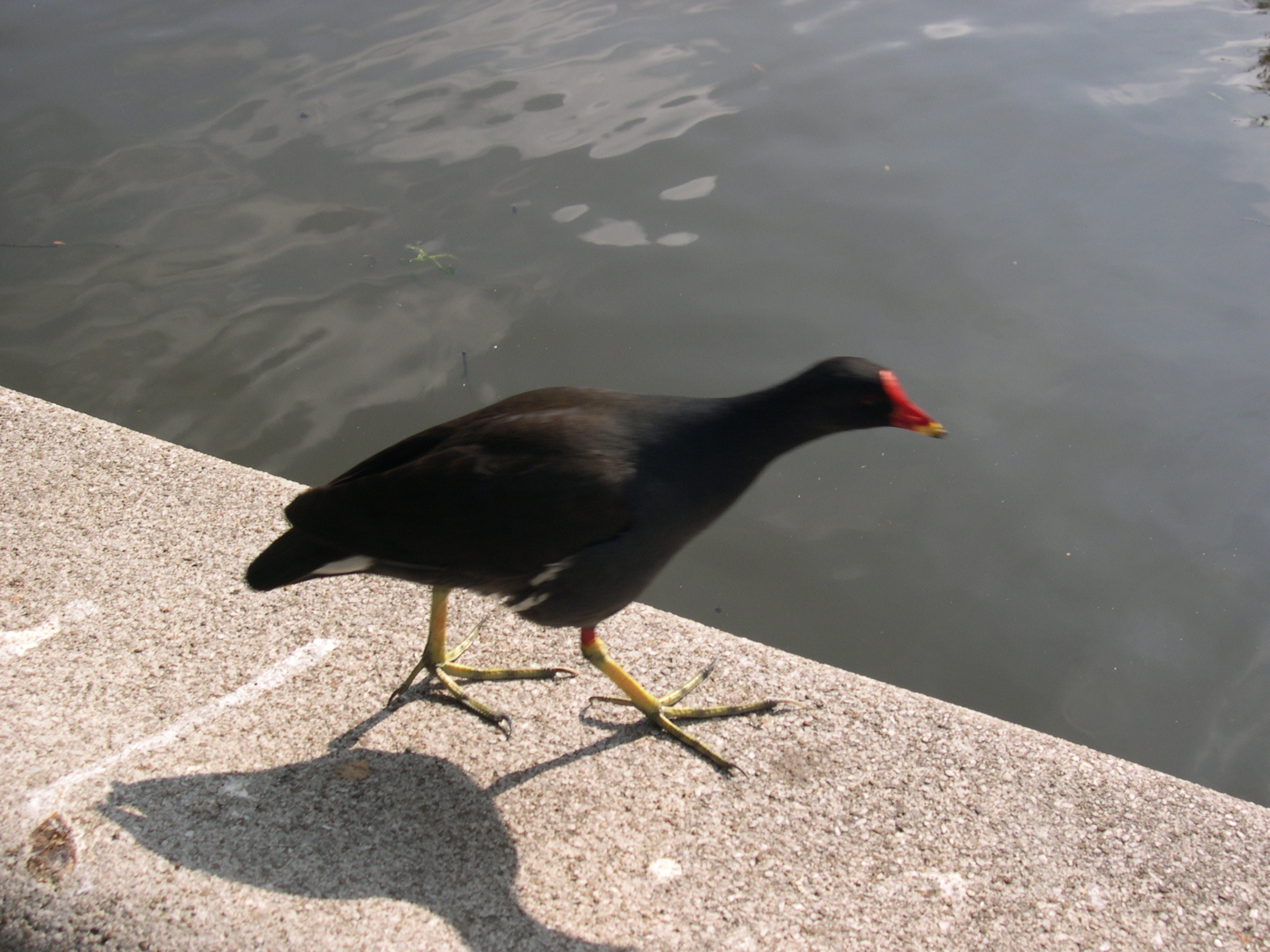
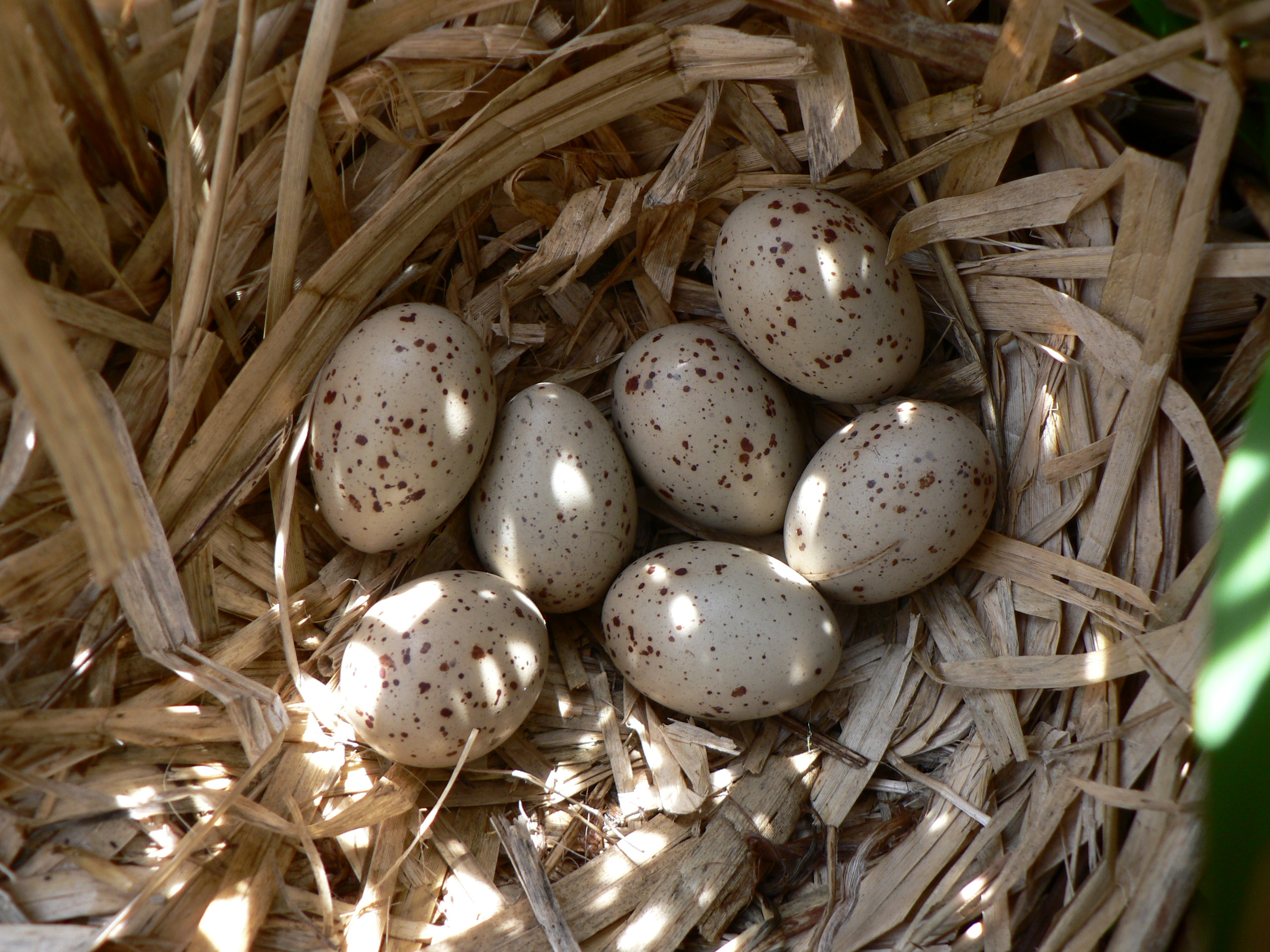
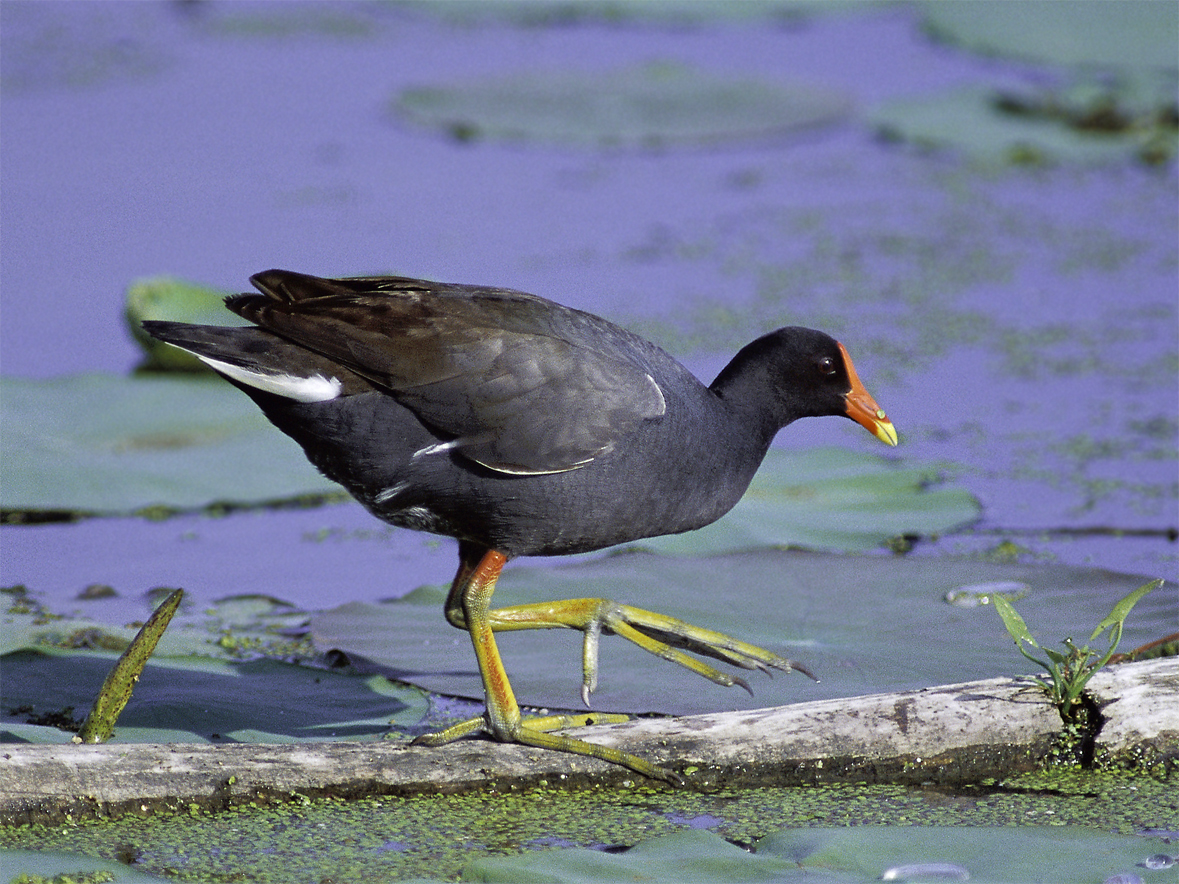
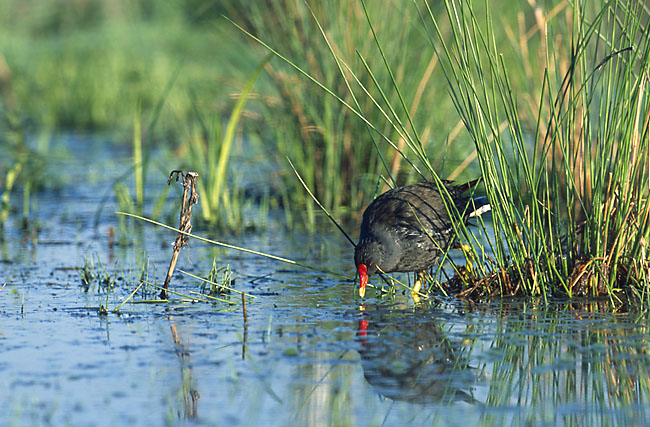
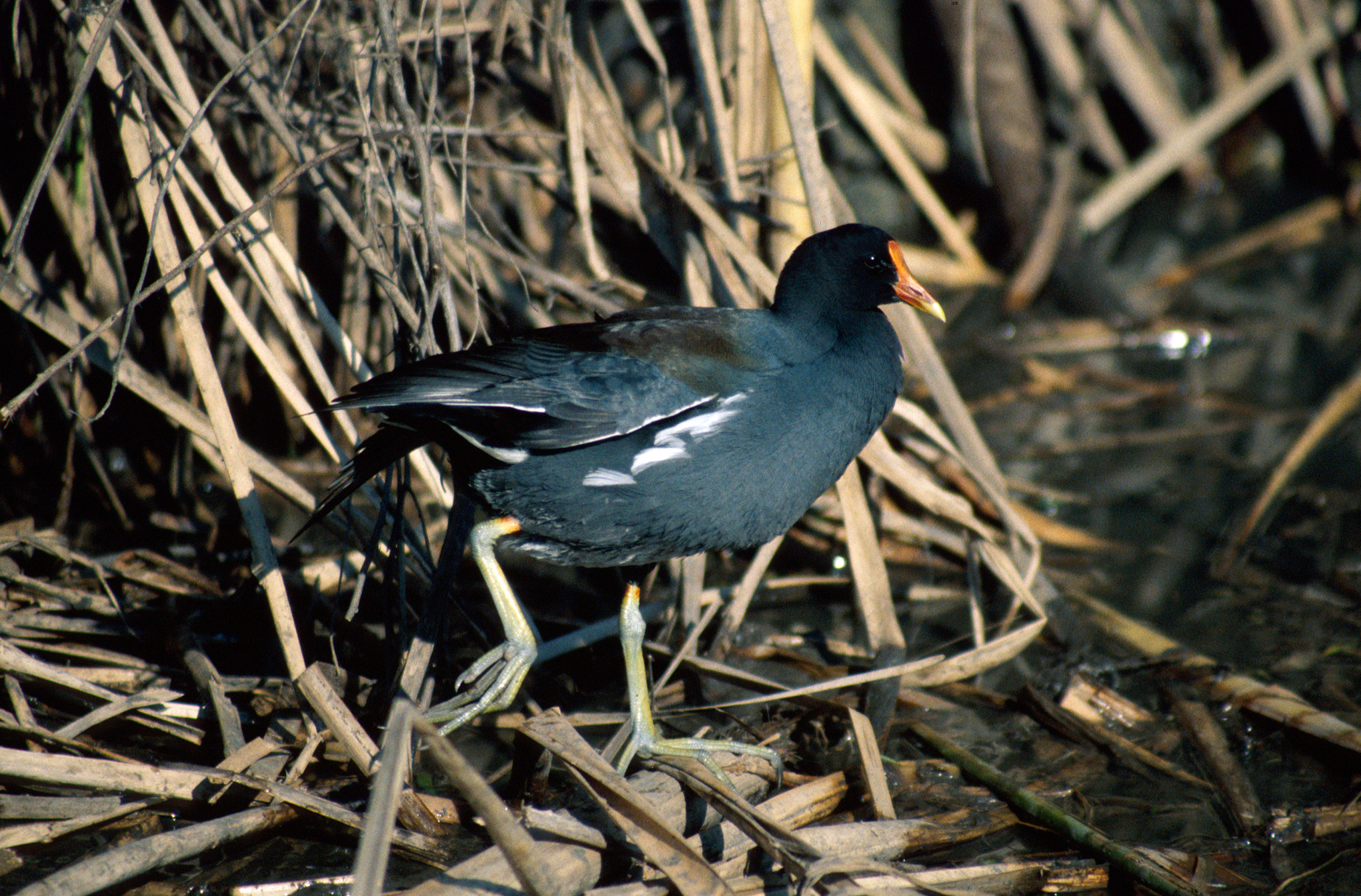
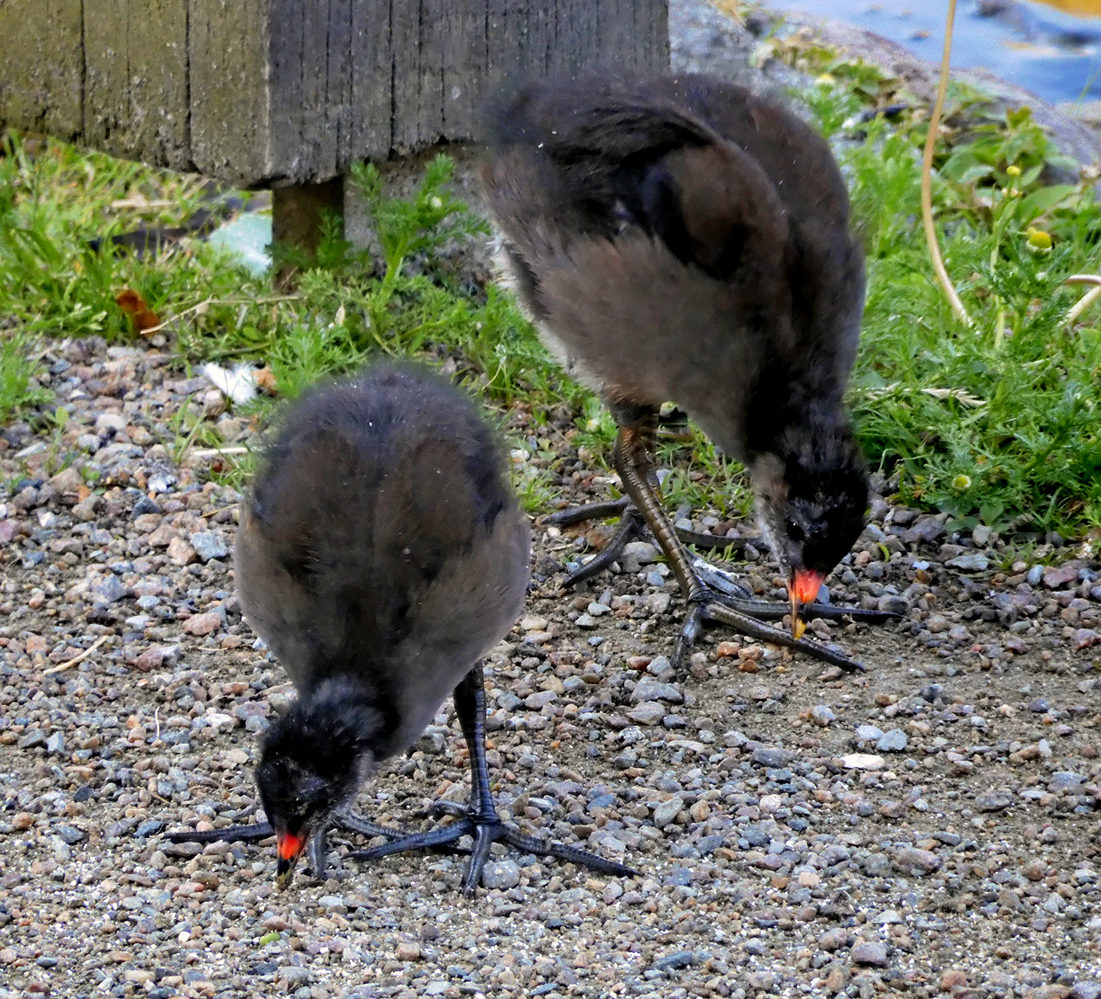